# 異形叢生
《異形叢生》是一款免費遊戲。由維爾福開發，於2010年7月19日通過Steam釋出。
遊戲是一個平面版射擊遊戲，以異形作賣點，面對一波又一波的異形攻擊，玩家需扮演四種不同的職業與其對抗：Officer, Special Weapons, Medic 及 Tech。

## 開發歷史
此游戏原本是对《虚幻竞技场2004》的一款同名模組的移植，在2005年開發團隊Black Cat Games與Valve合作以Source引擎重新打造該遊戲。

## 職業
- Officer

長官的領導力能增強隊友攻防能力，亦精於使用Vindicator霰彈槍。
- Special Weapons

武器專家擅長使用autogun和minigun兩種重型火器，他們手上任何實彈武器皆有機會穿透敵人。
- Medic

醫護兵使用任何治療道具的效果均較其他隊員高，只有醫護兵才能驅除寄生在自己或隊員身上異形幼蟲。
- Tech

工兵裝備有動態探測器，在使用噴焊槍焊接門戶和架設自動機槍時也比其他職業快。由於只有工兵才能破解電腦門鎖的關係，有部份关卡需要保证其生存才能过关。

## 外部連結
- （英文） 異形叢生官方網頁 （页面存档备份，存于）
- （英文） Steam專賣店頁面 （页面存档备份，存于）